# Eugenio Barba
Eugenio Barba (ur. 29 października 1936 w Brindisi) – włoski reżyser teatralny, dramatopisarz, teoretyk teatru. Założyciel i kierownik Odin Teatret w Oslo, od 1966 Holstebro jako ogólnoskandynawskie Laboratorium Sztuki Aktora i Teatru. Założyciel Międzynarodowej Szkoły Antropologii Teatru (ISTA). Współpracownik i popularyzator koncepcji teatralnej Jerzego Grotowskiego.

## Życiorys i dorobek
Dzieciństwo Eugenio Barba spędził w Gallipoli, na południu Włoch, a od czternastego roku życia uczył się w szkole wojskowej. W 1954 roku opuścił rodzinne Włochy i wyemigrował do Norwegii. Pracował początkowo jako marynarz, później zaś jako robotnik w Oslo, gdzie podjął studia uniwersyteckie. W 1961 roku przyjechał jako stypendysta UNESCO do Polski, rozpoczynając studia reżyserskie na warszawskiej PWST. W tym samym roku nawiązał współpracę z Teatrem 13 Rzędów w Opolu, co doprowadziło do oficjalnego przyjęcia Barby na stanowisko asystenta Jerzego Grotowskiego w 1962 roku.
W 1965 roku założył w Danii Odin Teatret, który w rok po powstaniu przeniósł z Oslo do Holstebro. W latach 70. grupa ta stała się jedną z najważniejszych scen teatralnych na świecie. Wśród ważnych spektakli, wyreżyserowanych w Odin Teatret przez Barbę wymienić można m.in.: Ornitofilene (1965), Ferai (1969), Dom mego ojca (1972), Milion (1978), Popioły Brechta (1980; 1982), Ewangelia z Oxyrynchos (1985), Talabot (1988), Kaosmos (1993), Mythos (1998), Sen Andersena (2004) i Ur-Hamlet (2006).
Oprócz działalności w Odin Teatret Barba zasłynął jako teoretyk teatru i autor manifestów: Trzeci teatr (1976), Teatr-kultura (1979), Teatr eurazjatycki (1988) Jest także twórcą koncepcji Antropologii Teatru. W 1979 roku założył Międzynarodową Szkołę Antropologii Teatru (ISTA), skupiającą się na badaniach i rozwijaniu koncepcji w zakresie Antropologii Teatru, ze szczególnym uwzględnieniem działań międzykulturowych.
W swojej działalności Barba posługuje się w dużym stopniu metaforami i transformacjami kulturowych znaczeń. Jednym z najistotniejszych aspektów jego działalności jest synteza różnych – europejskich i pozaeuropejskich, ludowych i elitarnych – tradycji i form teatralnych. Jest twórcą tzw. barteru, czyli praktyki wymiany międzykulturowej. Szczególną pozycję w jego spektaklach zajmuje przeżycie aktorskie, oparte na łączeniu osobowości, tradycji i kontekstu oraz szczególnych technik ekspresji.
W 2003 otrzymał doktorat honoris causa Uniwersytetu Warszawskiego.
14 czerwca 2009 z rąk ministra kultury i dziedzictwa narodowego Bogdana Zdrojewskiego odebrał Złoty Medal „Zasłużony Kulturze Gloria Artis”.

## Współpraca z Jerzym Grotowskim
Na początku swojej kariery, w latach 1960–1963, Eugenio Barba pracował z Jerzym Grotowskim w Teatrze 13 Rzędów, od 1962 roku pełniąc formalnie funkcję jego asystenta. Pracował przy spektaklach Akropolis oraz Tragiczne dzieje Doktora Faustusa. W kolejnych latach Barba stał się propagatorem twórczości i koncepcji Jerzego Grotowskiego na świecie. W 1965 roku opublikował pierwszą książkę poświęconą polskiemu reżyserowi – Alla ricerca del teatro perduto – a w 1968 roku doprowadził do wydania zbioru stanowiącego syntezę myśli teatrologicznej Grotowskiego, Towards a Poor Theatre, którego był współautorem i redaktorem.
Praca w teatralnym laboratorium Teatru 13 Rzędów ukształtowała w dużej mierze podejście Barby do pracy aktorskiej i jej roli w sztuce. Sam Grotowski wspomagał swego ucznia podczas rozwijania działalności Odin Teatret, często wizytując Holstebro. Barba korzystał z przemian Teatru Laboratorium, antycypując na ich podstawie tendencje i kierunki rozwoju własnej grupy. Zarówno Grotowski, jak i aktorzy Teatru Laboratorium prowadzili w Danii warsztaty i seminaria, wpływając i inspirując w ten sposób powiększający się zespół Barby. W przeciwieństwie do Grotowskiego, Barba podczas swoich poszukiwań i eksperymentów teatralnych nigdy nie porzucił tworzenia przedstawień, pozostając aktywnym reżyserem do dziś.